# 827

## Evenimente
- 827-828: Primul asediu arab al Siracuzei. Tentativă eșuată a dinaștilor din dinastia aghlabizilor din Tunisia de a cuceri orașul Siracusa din Sicilia, provincie bizantină, condus de împăratul Mihail al II-lea al Bizanțului.

## Nașteri
- Chiril de Salonic, călugăr și misionar grec, creatorul alfabetului chirilic, împreună cu fratele său Metodiu de Salonic, canonizat sfânt (d. 869)

## Decese
- 27 august: Papa Eugen al II-lea  (n. 780)
- 10 octombrie: Papa Valentin  (n. 780)